# Ismael Cornejo
Ismael Alexander Cornejo Meléndez (* 9. November 1987) ist ein salvadorianischer Fußballschiedsrichter.
Cornejo leitet Spiele in der salvadorianischen Primera División; er hatte bislang weit mehr als 70 Einsätze.
Seit 2016 ist er FIFA-Schiedsrichter und leitet internationale Fußballspiele.
Cornejo wurde bislang bei zwei CONCACAF Gold Cups eingesetzt. Beim Gold Cup 2021 leitete er ein Gruppenspiel. Beim Gold Cup 2023 war er als Videoschiedsrichter im Einsatz.
Zudem leitete Cornejo Spiele in der CONCACAF Champions League (sieben Partien), in der CONCACAF Nations League, in der CONCACAF League, in der CONCACAF-Qualifikation für die Weltmeisterschaft 2022 in Katar (vier Spiele) sowie Freundschaftsspiele.